# Mézières-sur-Ponthouin
Mézières-sur-Ponthouin is een gemeente in het Franse departement Sarthe (regio Pays de la Loire) en telt 656 inwoners (2004). De plaats maakt deel uit van het arrondissement Mamers.

## Geografie
De oppervlakte van Mézières-sur-Ponthouin bedraagt 18,1 km², de bevolkingsdichtheid is 36,2 inwoners per km².
De onderstaande kaart toont de ligging van Mézières-sur-Ponthouin met de belangrijkste infrastructuur en aangrenzende gemeenten.

## Demografie
Onderstaande figuur toont het verloop van het inwonertal (bron: INSEE-tellingen).

1. ↑  Populations de référence 2022.